# Nördliche Teile des Teutoburger Waldes mit Intruper Berg
Nördliche Teile des Teutoburger Waldes mit Intruper Berg este o arie protejată (arie specială de conservare — SAC, sit de importanță comunitară — SCI) din Germania întinsă pe o suprafață de 782,34 ha, integral pe uscat.

## Localizare
Centrul sitului Nördliche Teile des Teutoburger Waldes mit Intruper Berg este situat la coordonatele 52°09′42″N 8°01′10″E / 52.1617°N 8.0194°E.

## Înființare
Situl Nördliche Teile des Teutoburger Waldes mit Intruper Berg a fost declarat sit de importanță comunitară în martie 2001 pentru a proteja 4 specii de animale. Situl a fost protejat și ca arie specială de conservare în mai 2009.

## Biodiversitate
Situată în ecoregiunea continentală, aria protejată conține 6 habitate naturale: Pajiști uscate seminaturale și facies de acoperire cu tufișuri pe substraturi calcaroase (Festuco-Brometalia) (* situri importante pentru orhidee), Izvoare petrifiante cu formare de travertin (Cratoneurion), Mlaștini alcaline, Păduri de fag Luzulo-Fagetum, Păduri de fag Asperulo-Fagetum, Păduri aluvionare cu Alnus glutinosa și Fraxinus excelsior (Alno-Padion, Alnion incanae, Salicion albae).
La baza desemnării sitului se află mai multe specii protejate:
- amfibieni (1): triton cu creastă (Triturus cristatus)
- mamifere (3): liliac cu urechi mari (Myotis bechsteinii), liliac de iaz (Myotis dasycneme), liliac comun (Myotis myotis)

Pe lângă speciile protejate, pe teritoriul sitului au mai fost identificate 5 specii de plante, 1 specie de amfibieni.